# 楠梓 (楠梓區)
楠梓，舊稱為湳仔坑、楠仔坑，臺灣台語的口語上多稱為楠仔坑，是臺灣高雄市楠梓區的一個傳統地域名稱，也是全區行政中心所在地及區名由來，位於該區東部。相較於今日行政區，其範圍大致包括五常里不含最北端、中陽里、惠楠里、享平里、東寧里不含楠梓國中及楠梓國小西北半部一帶地區、惠民里、惠豐里。

## 歷史
台灣日治初期，楠梓地區為一街庄，稱為「楠仔坑街」，隸屬於觀音中里。該庄北與仕隆庄、橋仔頭庄、土庫庄為鄰，東與三奶壇庄為鄰，東南邊為後庄仔庄、竹仔門庄，西南邊為後勁庄，西北邊為九甲圍庄。
1901年（日治明治三十四年）11月，全台廢縣廳改設二十廳，該庄隸屬於鳳山廳。1903年（明治三十六年）6月，該庄編入「楠仔坑區」（1906年改名楠梓坑區），隸屬於鳳山廳。1909年（明治四十二年）10月，合併二十廳為十二廳，楠梓坑區改隸屬於臺南廳。1920年（大正九年），全台地方制度大改正，廢十二廳改設五州二廳，該庄改制並改名為「楠梓」大字，隸屬於高雄州高雄郡楠梓庄。1924年（大正十三年）12月，高雄郡廢郡，楠梓庄併入岡山郡。1943年10月，楠梓庄廢庄，楠梓、土庫、後勁三個大字併入州轄高雄市，其餘大字併入岡山街、燕巢庄。
戰後楠梓、土庫兩大字整併為省轄高雄市的第19區（楠梓區），大字亦改制為里。1946年2月，楠梓區併入第18區（後勁區，原後勁大字），3月再併入第11區（右昌區，含原右沖、援中港、下塩田等大字）及左營區之下蚵仔寮。1979年7月1日，高雄市合併高雄縣小港鄉升格為直轄市。2010年12月25日，高雄縣、市合併。

## 地名沿革
楠梓最早叫作「湳仔坑」，指「楠梓橋」至「興楠橋」一帶，地勢低窪。湳仔是閩南語中形容低地之說法，如鳥松區之坔埔（湳埔）、南投縣名間鄉（湳仔埔）、台北市士林區「湳雅」（湳仔）、新北市板橋區湳興里、雲林縣虎尾鎮各有一處稱作湳仔、桃園市八德區「大湳」……等。後因改寫為「楠仔坑」，而有溪畔遍植楠木（即柟木）望文生義之說。自明鄭時期開始漸有明代泉州、漳州一帶移民來此開墾，至清領時期漸成聚落。
以天后宮為信仰中心。地名俚語：「三山歸一坑」（旗山、鳳山、岡山）是指楠梓坑在大高雄地區之交通、位置之重要性。

## 聚落
本地區發展較早的聚落有楠仔坑、中埔、外埔等，在日治期初期的官方地圖上已有記載。
- 街仔：清領時期觀音里一百零八庄之一之楠仔坑街，東寧里、享平里，以及五常里西部。最狹義之楠仔坑（街）。除了楠梓天后宮外，部分以東門宮為信仰中心。楠梓興起於起源於舖舍制度。是古時台南府城之南路，即通往與鳳山縣治之間的公文傳遞之中繼站之一，康熙58年（1719）崛起為「楠梓坑街」。《鳳山縣志》：「東屬觀音山莊，西屬仁壽里」。《重修鳳山縣志》：「楠仔坑街，在仁壽里，為觀音山 、阿猴林要地」。《鳳山縣采訪冊》載：「楠梓坑街，在觀音里，縣北二十里，逐日為市。」地名俚語：「三山歸一坑、前街透後巷」（三山指旗山、鳳山、岡山，一坑是楠仔坑）是指楠子坑在大高雄地區之交通、位置之重要性。
  - 楠梓舊街（街道名）及鹹瓜仔巷：楠梓舊街是整個楠梓坑街之起源地，跨越楠梓坑溪處，有楠梓橋。楠梓舊街（街道名）乃至鹹瓜仔巷（即興楠橫巷）是最古老初期發展之街市，後往北發展至楠梓東街。
  - 楠梓橋，古稱楠仔坑橋、大橋。橋頭立著三座重修石碑：乾隆39年，道光8年、光緒14年。旁有南無阿彌陀佛石碑、溪底公祠（對聯「溪岸有神人供奉；底水無濁民平安。」）
  - 舊街仔：楠梓東街（街道名）。由天后宮後方之鹹瓜仔巷一路發展而來。
  - 中街仔：即昔之「後街仔」，現楠梓路（街道名），不含旗楠路以北。
  - 楠和宮：即楠梓天后宮，所在地現為屬五常里。楠仔坑之大廟，位於楠梓路1號，二進式、兼有左右護龍。正殿供奉媽祖，後殿供奉釋迦牟尼佛及觀音佛祖等。民國80年間更名為「楠梓天后宮」。經高雄市古蹟委員會的實勘審議，成為高雄市第22個古蹟、為三級古蹟。
- 中埔：清領時期觀音里一百零八庄之一之中埔庄，現中陽里，以代天府為信仰中心。鬧區為楠都市場。鄰接大社。日治初期，外埔及中埔二庄一同併入楠梓坑街。
- 外埔：清領時期觀音里一百零八庄之一之外埔庄，現全屬五常里。除了楠梓天后宮外，目前以福德宮為信仰中心。鄰接大社。日治初期，外埔及中埔二庄一同併入楠梓坑街。